# Alhagi graecorum
Alhagi graecorum är en ärtväxtart som beskrevs av Pierre Edmond Boissier. Alhagi graecorum ingår i släktet Alhagi och familjen ärtväxter. Inga underarter finns listade i Catalogue of Life.